# Orgueil
Orgueil är en kommun i departementet Tarn-et-Garonne i regionen Occitanien i södra Frankrike. Kommunen ligger i kantonen Grisolles som tillhör arrondissementet Montauban. År 2022 hade Orgueil 1 721 invånare.

## Befolkningsutveckling
Antalet invånare i kommunen Orgueil
| Referens: INSEE |